# Jensen (Utah)
Pour les articles homonymes, voir Jensen.
Jensen est une census-designated place située dans le comté de Uintah, dans l’État de l’Utah, aux États-Unis. Selon le recensement de 2010, sa population s’élève à 412 habitants. 